# Gruppo Sportivo Hockey Trissino 2018-2019
Questa voce raccoglie le informazioni riguardanti il Gruppo Sportivo Hockey Trissino nelle competizioni ufficiali della stagione 2018-2019.

## Maglie e sponsor
| 1ª divisa | 2ª divisa |

## Organigramma societario
- Presidente: Matteo Mastrotto
- Vicepresidente: Settimio Sartori
- Consiglieri:
- Direttore sportivo:
- Segreteria: Roberta Bassanese
- Addetto stampa:

## Organico

### Giocatori
Rosa e numerazione, tratte dal sito internet ufficiale del club aggiornato alla stagione 2018-2019.
| N° | Naz.              | Ruolo | Sportivo           |  |  |  |
| -- | ----------------- | ----- | ------------------ |  |  |  |
| 2  | Italia (bandiera) | E     | Diego Nicoletti    |  |  |  |
| 4  | Italia (bandiera) | E     | Carlo Bertinato    |  |  |  |
| 5  | Italia (bandiera) | E     | Alessandro Faccin  |  |  |  |
| 11 | Italia (bandiera) | P     | Marco Vallortigara |  |  |  |
| 17 | Spagna (bandiera) | E     | Xavi Rubio         |  |  |  |
| 21 | Italia (bandiera) | E     | Alberto Greco      |  |  |  |
| 54 | Spagna (bandiera) | P     | Adrià Català       |  |  |  |
| 77 | Italia (bandiera) | E     | Filippo Schiavo    |  |  |  |
| 80 | Spagna (bandiera) | E     | Ferran Formatjè    |  |  |  |

### Staff tecnico
- 1º Allenatore:  Manuel Barceló Pérez
- 2º Allenatore:  Francesco Ramanzin
- Meccanico:  Bruno Sudiro

## Organico seconda squadra

### Giocatori
Rosa e numerazione, tratte dal sito internet ufficiale del club aggiornato alla stagione 2018-2019.
| N° | Naz.              | Ruolo | Sportivo         |  |  |  |
| -- | ----------------- | ----- | ---------------- |  |  |  |
| 1  | Italia (bandiera) | P     | Giovanni Bovo    |  |  |  |
| 2  | Italia (bandiera) | E     | Giovanni Bicego  |  |  |  |
| 3  | Italia (bandiera) | E     | Mirco Masiero    |  |  |  |
| 4  | Italia (bandiera) | E     | Yuri Nicoletti   |  |  |  |
| 5  | Italia (bandiera) | E     | Giovanni Martini |  |  |  |
| 6  | Italia (bandiera) | E     | Giulio Nardon    |  |  |  |
| 7  | Italia (bandiera) | E     | Fabio Guiotto    |  |  |  |
| 8  | Italia (bandiera) | E     | Matteo Bortoli   |  |  |  |
| 9  | Italia (bandiera) | E     | Alberto Rigo     |  |  |  |
| 10 | Italia (bandiera) | P     | Michele Fongaro  |  |  |  |

### Staff tecnico
- 1º Allenatore:  Simone Gonzo